# NGC 1517
NGC 1517 是金牛座的一個星系，相對於宇宙背景微波速度為3,377±7公里/秒，對應的哈伯距離為49.8±3.5Mpc (∼1億6200萬光年)。 NGC 1517由法國天文學家讓·瑪里·愛德華·史提芬於1884年發現。